# Gata
Gata è un comune spagnolo di 1 824 abitanti situato nella comunità autonoma dell'Estremadura.